# Dimitri Chemyaka
 (septembre 2023).
Si vous disposez d'ouvrages ou d'articles de référence ou si vous connaissez des sites web de qualité traitant du thème abordé ici, merci de compléter l'article en donnant les références utiles à sa vérifiabilité et en les liant à la section « Notes et références ».
Dimitri Iourévitch Chémyaka (? — 1453) est grand prince de Moscou usurpateur de 1446 à 1447, prince de Zvenigorod et de Galitch de 1433 à 1450 et prince d'Ouglitch de 1441 à 1448. C'est le fils de Iouri IV de Russie et d'Anastasie Iourévna, fille du dernier prince de Smolensk, Youri Sviatoslavitch.

## Biographie
La date de naissance de Dimitri Chémyaka est inconnue et demeure un sujet de discussion. Mikhaïl Kmyrov écrit que Dimitri Iourévitch est né à Zvenigorod aux alentours de 1403. L'historien russe Alexandre Zimine avance qu'en 1425 le prince Dimitri avait entre 20 et 24 ans. L'historien Valentin Yanine affirme que Dimitri avait «probablement » environ 45 ans en 1453. Selon la Grande Encyclopédie soviétique, Dimitri Chémyaka est né en 1420. Il est bon de noter que Iouri Dimitriévitch a épousé en 1400 Anastasia Yourévna, qui meurt le 11 juillet 1422.
En 1446, pendant la guerre de Succession moscovite, où il est belligérant, il fait prisonnier le grand prince Vassili II de Russie, lui crève les yeux et usurpe le trône. Vassili, détrôné et aveuglé, se présente au monastère Saint-Cyrille-sur-le-lac Blanc. Il y prépare son retour au pouvoir.
Avec l'appui du clergé, des Lituaniens et des habitants de Moscou indignés par le traitement fait à leur grand prince, Vassili regagne son trône l'année suivante. Durant son court règne à Moscou, Chémyaka se fit haïr. Un adage est resté en russe : « un jugement à la Chémyaka » devint synonyme d'iniquité criante.
Dimitri Chémyaka meurt empoisonné en 1453 à Novgorod où il s'était réfugié, en mangeant une poule préparée par le cuisinier du boyard Ivan Kotoff de la suite de Chémyaka. Cet empoisonnement avait été commandé par le grand prince Vassili l'Aveugle en répression de son aveuglement et de la dernière rébellion de l'usurpateur de 1450.